# Pembroke bymur
Pembroke's town walls er en bymur fra middelalderen, der omgiver den gamle del af Pembroke i Wales. Den blev sandsynligvis opført i slutningen af 1200-tallet af jarlerne af Pembroke, men det er usikkert præcis hvornår den stod færdig. Størstedelen af muren er ikke bevaret, men der er flere mindre sektion og to bastioner, hvor den ene af har et lysthus på toppen.